# Échantillonnage fréquentiel progressif
La méthode des échantillonnages fréquentiels progressifs (E.F.P.) est un protocole de relevé de l’avifaune en termes de présence-absence introduit par Jacques Blondel en 1975. Contrairement à l’indice ponctuel d’abondance (I.P.A.) et de l’Indice Kilométrique d’Abondance (I.K.A.), il s’agit d’une méthode qualitative, appliquée à un certain nombre de stations prédéfinies dans un milieu donné. Cependant, il  est possible, à partir d’une matrice E.F.P., d’estimer des correspondances quantitatives.

## Méthode
Le principe consiste à définir une série de stations ou « points d’écoute » dans la zone d’intérêt et à noter les espèces d’oiseaux identifiées par contact visuel ou auditif (le nombre d’individus de chaque espèce n’est pas noté) à chaque point pendant un temps donné. Le résultat est une matrice à double entrée (colonnes : points d’écoutes, lignes : espèces) dans laquelle la présence ou l’absence de chaque espèce est indiquée. Le terme « progressif » indique que la précision de l’information augmente avec l’intensité de l’échantillonnage (nombre de prospections aux points d’écoute).   

## Utilisation
La méthode des E.F.P. permet une analyse de la composition et de la structure des peuplements d’oiseaux dans le temps et dans l’espace. Plus simple à utiliser que la méthode des I.P.A., elle permet de recueillir des données sur une surface plus importante, mais avec un degré d’information inférieur (niveau qualitatif uniquement). Les résultats accumulés permettent notamment d’estimer la richesse avifaunistique spécifique absolue d’un milieu donné en extrapolant la courbe du nombre d’espèces contactées en fonction du nombre de prospections. La souplesse de la méthode permet également un élargissement à tous les groupes avifaunistiques, alors que l’I.P.A. a été développé pour les passereaux et les familles apparentées,. Cette méthode permet aussi de connaître la richesse spécifique en fonction de l’altitude dans un milieu de montagne ainsi que le barycentre et l’amplitude de répartition de chaque espèce présente en fonction de l’altitude (preferendum altitudinal),.